# 大尾鱸鰻2
《大尾鱸鰻2》是一部於2016年2月5日上映的台灣喜劇電影，是《大尾鱸鰻》的續集。由豬哥亮、郭采潔、楊祐寧、連靜雯領銜主演，由邱瓈寬執導，朱延平監製。

## 劇情
朱大德（大尾）厭倦了刀光劍影，金盆洗手，歸隱鄉間，帶著女兒小芹、小賀、娜娜，和孫子丑弟以開民宿營生。不過，雖然他要退出江湖，但江湖卻離不開他，道上兄弟如影隨形。隨著孫子丑弟慢慢長大，他的教養問題讓小芹開始思考與小賀結婚的事，但小賀卻認為兩人目前的生活很好，不想被「結婚」束縛。娜娜的妹妹突然出現，使得大尾一家生活也被影響，小芹因此被綁架，內憂外患交纏的大尾只好「大尾甩尾」，重出江湖！

## 角色介紹

### 主演角色
| 演員           | 角色             | 備註 |
| 豬哥亮         | 朱大德（朱大尾） | 小芹的爸爸，娜娜的丈夫。號稱「大尾鱸鰻」，簡稱「大尾」，已退出江湖。                                                   |
| 苗可麗         | 娜 娜            | 小辣的姊姊，大尾的妻子。                                                                                               |
| 張芯瑜（青年） | 娜 娜            | 小辣的姊姊，大尾的妻子。                                                                                               |
| 郭采潔         | 朱小芹           | 丑弟的媽媽，大尾最寶貝的獨生女兒，賀祥的妻子。                                                                         |
| 楊祐寧         | 賀 祥（小 賀）   | 老賀的兒子，丑弟的爸爸，小芹的丈夫，大尾的女婿。新世代宅男代表。                                                       |
| 曾志偉         | 天 天            | 小辣的丈夫。香港黑幫老大。                                                                                             |
| 錢君仲（青年） | 天 天            | 小辣的丈夫。香港黑幫老大。                                                                                             |
| 連靜雯         | 小 辣            | 娜娜的妹妹，天天的妻子。                                                                                               |
| 蕭唯曦（青年） | 小 辣            | 娜娜的妹妹，天天的妻子。                                                                                               |
| 康 康          | 小奇大           | 奇大的兒子，第一集被判入獄，第二集逃獄，為了搶回地盤，成為天天的小弟。大尾宣布退出江湖後將其父奇大原有地盤交由他管理。 |
| 陳博正         | 豬肉西           | 大尾之友，因賭博賭輸整個豬肉攤而變神經病。                                                                             |

### 其他角色
| 演員            | 角色                 | 備註 |
| 廖彥錀          | 丑 弟（賀辰旦）      | 小賀、小芹的兒子，大尾的外孫，老賀的孫子。 |
| 素 珠           | 大 姨（琳 達）       | 江湖人稱三朵花，金牌經理人「秋梨髖」簽下，還塑造成大紅大紫的「韓流元祖級女子天團LZM」（琳祖瑪女孩），三人和「秋梨髖」還用『潛規則』把大尾『吃』了。 |
| 林美秀          | 二 姨（祖 兒）       | 江湖人稱三朵花，金牌經理人「秋梨髖」簽下，還塑造成大紅大紫的「韓流元祖級女子天團LZM」（琳祖瑪女孩），三人和「秋梨髖」還用『潛規則』把大尾『吃』了。 |
| 王彩樺          | 三 姨（瑪麗亞）      | 江湖人稱三朵花，金牌經理人「秋梨髖」簽下，還塑造成大紅大紫的「韓流元祖級女子天團LZM」（琳祖瑪女孩），三人和「秋梨髖」還用『潛規則』把大尾『吃』了。 |
| 葉 華           | 小賀妹妹             | 老賀的私生女，小賀的同父異母妹妹。被小芹誤會是小賀的外遇對象。                                                                                      |
| 米 漿           | 鄉長                 | |
| 林小樓          | 鄉長太太             | |
| 呂雪鳳          | 天天的媽媽           | |
| 張婷婷          | 豬肉西的妻子         | |
| 陳世旻          | 瑪麗亞               | 小奇大的小弟 |
| 林義芳          | 北港牙槽芳           | 黑道老大。 |
| 吳 敏           | 秋梨髖               | LZM之經紀人，金牌經理人。 |
| 邱瓈寬 （配音） | 秋梨髖               | LZM之經紀人，金牌經理人。 |
| 秦 楊           | 劉文聰               | 戲劇台灣霹靂火角色。 |
| 邱逸峰          | 瘋 狗                | 黑道角頭，外號「大稻埕瘋狗」。 |
| 湯尼陳          | 學校老師             | 丑弟的導師，個子最膽小。 |
| 應蔚民 （小應） | 警察                 | |
| 陳慕義          | 乩 童                | 負責供奉「九娘媽」的乩童。 |
| 方駿            | 原住民頭目           | |
| 焦曼婷          | 冰淇淋店老闆         | 賣冰淇淋的老闆。 |
| 楊承翰          | 醫護人員             | |
| 錢俞安          | 養豬主人             | 養豬的主人。 |
| 陳彥佐          | 養豬主人             | 養豬的主人。 |
| 許振得          | 養豬主人             | 養豬的主人。 |
| 黃子佼          | 金馬獎星光大道主持人 | 主持金馬獎星光大道。 |
| 詹惟中          | 算命情侶             | 算命的情侶。 |
| 月如            | 算命情侶             | 算命的情侶。 |
| 洪珮吟          | 小奇大老婆           | 小奇大的老婆。 |
| 林真亦          | 雞排店老闆娘         | 賣雞排的老闆娘。 |
| 曾柏勳          | 雞排店老闆           | 賣雞排的老闆。 |
| 陳岡            | 老王                 | |
| 廖麗君          | 老王太太             | 老王的太太，與越獄的小奇大有數腿。 |
| 張皓鈞          | 瘋子按摩師           | 按摩師。 |
| 陳光前          | 四怪頭               | |
| 蔡政勳          | 四怪頭               | |
| 林義彬          | 四怪頭               | |
| 李天尹          | 四怪頭               | |
| 江山            | 豆漿                 | 黑道老大。 |
| 王藝安          | 單車辣妹             | 騎單車的辣妹 |
| 張再興          | 老大                 | 回憶中的老大。 |
| 劉峻緯          | 混混                 | 把年輕娜娜帶出場的混混。 |
| 黃泰安          | 酒吧老闆             | 酒吧的老闆。 |
| 茵茵            | 金馬獎女星           | 得到金馬獎的女明星。 |
| 宮瑞君          | 金馬獎女星           | 得到金馬獎的女明星。 |
| 舒子晨          | 金馬獎女星           | 得到金馬獎的女明星。 |
| 黑面            | 魷魚店老闆           | 賣魷魚的老闆。 |
| 匡自文          | 實習生               | |
| 王崇睿          | 醫護人員             | |

## 歌曲

### 插曲歌曲
| 曲別   | 歌曲名稱             | 作詞            | 作曲          | 演唱者                                                             | 備註                       |
| 插曲   | 海波浪               | 郭桂彬          | 郭桂彬        | 郭桂彬 黃乙玲                                                      | 大尾、娜娜用餐時的背景音樂 |
| 插曲   | 家後                 | 鄭進一、 陳維祥 | 鄭進一        | 江 蕙                                                              | 背景音樂                   |
| 插曲   | 再會啦心愛的無緣的人 | 熊天益          | 熊天益        | 施文彬                                                             | 大尾、小辣情境劇           |
| 插曲   | 愛情的騙子！我問你   | 蔣錦鴻          | 俞隆華        | 陳小雲                                                             | 小芹的小劇場咔啦OK         |
| 插曲   | 練舞功               | 吳 梵           | TONNY         | 謝金燕                                                             | 大尾、小賀開車時所播的歌   |
| 插曲   | 相思爬上心底         | 林煌坤          | 馬飼野俊一    | 鳳飛飛                                                             | 天天、小辣的小劇場咔啦OK   |
| 插曲   | 得意的笑             | 小 蟲           | 張婷婷 李麗芬 | 小賀、小芹，大尾、娜娜，天天、小辣的婚禮小劇場咔啦OK，部分為片尾曲 |                            |
| 片尾曲 | 得意的笑             | 小 蟲           | 張婷婷 李麗芬 | 小賀、小芹，大尾、娜娜，天天、小辣的婚禮小劇場咔啦OK，部分為片尾曲 |                            |

## 票房
台灣方面，首週三天票房為新台幣3000萬元；次週票房累計至新台幣1.4億元；最終全台票房為新台幣1.7億元。
| 上一届： 《13小時：班加西的秘密士兵》 | 2016年台灣週末票房冠軍 第6周 | 下一届： 《惡棍英雄：死侍》 |
| 上一届： 《13小時：班加西的秘密士兵》 | 2016年台北週末票房冠軍 第6周 | 下一届： 《惡棍英雄：死侍》 |

## 爭議
本片某處置入達悟族人抗議核廢料事件，並以滑稽語調之族語製造笑料，涉及文化歧視與掀開的歷史傷疤，遭受藝文界人士、達悟族人與原住民族立委陳瑩的批評。

## 續集

### 《大尾鱸鰻3》復拍事件
2023年12月底開始，有大量網友、粉絲開始瘋傳「豬哥亮復活」等消息，甚至發揮創意極盡惡搞，還強調會復出拍電影《大尾鱸鰻3》引發爭議。豬哥亮的女兒謝金晶大氣地說，他們有很多的創意，說不定真的能產出《大尾鱸鰻3》，透過AI技術讓爸爸出現，「如果劇本真的很棒的話，拍得也很好，那有何不可？讓大家在過年的時候，多了一部很棒的賀歲片可以看。」
目前已傳出以下演員可能會參與此電影的拍攝，並擔任劇中角色：
| 演員          | 角色             | 備註 |
| ------------- | ---------------- | --- |
| 豬哥亮        | 朱大德（朱大尾） | 三度從江湖退出之後在政商各界擔任話事人，受到許多人的尊重。在2024年總統大選前受到四個黨派同時邀請，希望他能代表參選總統。                                                             |
| 鄧麗君        | 米米·阿克拉維    | 庫德族派來台灣的女性大使，有意擔任朱大德的副手。 |
| 保羅沃克      | 廣德福           | 前FBI臥底，後成為洛杉矶最大尾的飆車高手，在外國超速駕車出事後來到台灣，成為朱大德的司機。                                                                                            |
| 黃鴻升        | 丁小雨           | 從銀時空意外穿越而來的特殊能力者，被朱大德看出最近會有訴訟之災。 |
| 羅霈穎        | 謝安真           | 黑白兩派勢力的女老大，負責為朱大德在幕後擺平麻煩事。 |
| 劉真          | 謝歇妮           | 謝安真的親生女兒，為了幫助母親而遭到綁架到舞蹈教室，在練舞室中爆發實力打倒了敵人揭露真相。                                                                                           |
| 鄭南榕        | 燭台             | 朱大德家最有價值的一尊燭台，具有特別的神力，能為人排憂解難。 |
| 李登輝        | 岩田正男         | 野心勃勃的日本政治家，企圖在總統大選阻止高民意的朱大德當選總統。 |
| 馬如龍        | 洪國榮           | 恆春鎮鎮民代表會主席。大力支持當地文化與鎮民權益，在朱大德總統造勢恆春場站台支持。                                                                                                   |
| 莫那·魯道     | 馬赫坡社頭目     | 1930年霧社事件領導者，穿越時空到2024年擔任朱大德全國原住民後援會會長。 |
| 科比·布莱恩特 | 小飛俠           | 前NBA職籃明星，多次贏得總冠軍，公認是史上最偉大球員之一。利用籃球打敗杜芬舒斯博士，讓朱大德不被痛下殺手                                                                              |
| 李小龙        | 海天             | 出身香港，當代知名武術奇才，與朱大德共同在南北戰爭打敗史達林，阻止鮭魚之亂爆發 |
| 艾維奇        | 艾台生           | 世界百大DJ，與朱大德在大港開唱演出，並揭發是蔣中正偷喝了毛泽东的芭樂汁才引發国共内战之秘密，目前正被中华人民共和国国家安全部及中華民國國家安全局全面通緝，朱大德意圖當選後阻止此事。 |

## 出現場景
| 拍攝地點 | 拍攝地點 | 取景                   |
| 臺北市   | 萬華區   | 剝皮寮                 |
| 臺北市   | 士林區   | 忠義街                 |
| 臺北市   | 信義區   | 臺北市政府停機坪       |
| 新北市   | 淡水區   | 福佑廣場               |
| 新北市   | 淡水區   | 金色水岸               |
| 新北市   | 淡水區   | 渡船頭廣場             |
| 新北市   | 淡水區   | 文化路道路             |
| 新北市   | 淡水區   | 中正路道路             |
| 新北市   | 淡水區   | 中正路193、233號人行道 |
| 宜蘭縣   | 五結鄉   | 海田行館               |

## 分級
| 國家/地區 | 分級       |
| 台灣      | 輔導十二級 |

## 外部連結
- 大尾鱸鰻2的Facebook專頁
- 互联网电影数据库（IMDb）上《大尾鱸鰻2》的资料（英文）
- AllMovie上《大尾鱸鰻2》的资料（英文）
- Box Office Mojo上《大尾鱸鰻2》的資料（英文）
- 香港影庫上《大尾鱸鰻2》的資料（繁體中文）
- Yahoo奇摩電影上《大尾鱸鰻2》的資料（繁體中文）
- 開眼電影網上《大尾鱸鰻2》的資料（繁體中文）
- 时光网上《大尾鱸鰻2》的資料（简体中文）
- 豆瓣电影上《大尾鱸鰻2》的資料 （简体中文）